# Gołubowka (rejon chomutowski)
Gołubowka (ros. Голубовка) – wieś (ros. деревня, trb. dieriewnia) w zachodniej Rosji, w sielsowiecie skoworodniewskim rejonu chomutowskiego w obwodzie kurskim.

## Geografia
Miejscowość położona jest 5,5 km od centrum administracyjnego sielsowietu skoworodniewskiego (Skoworodniewo), 28 km od centrum administracyjnego rejonu (Chomutowka), 88 km od Kurska.

## Demografia
W 2015 r. miejscowość zamieszkiwało 11 osób.

## Atrakcje
- Grodiszcze
- Kurhan (III–II tysiąclecie p.n.e.)[2]